# Araneus camilla
Araneus camilla là một loài nhện trong họ Araneidae.
Loài này thuộc chi Araneus. Araneus camilla được Eugène Simon miêu tả năm 1889.